# Dave Power (lekkoatleta)
David William Power (ur. 14 lipca 1928 w Maitland w Nowej Południowej Walii, zm. 1 lutego 2014 w Noosa Heads w Queensland) – australijski lekkoatleta, biegacz długodystansowy, medalista igrzysk olimpijskich oraz igrzysk Imperium Brytyjskiego.
Był zawodnikiem Eastern Suburbs Club z Sydney. Należał do czołówki krajowej w biegu na jedną milę, w kolejnych latach startował na dłuższych dystansach do maratonu włącznie. Na igrzyskach olimpijskich w Melbourne (1956) uplasował się na 7. miejscu w biegu na 10 000 metrów. Na kolejnych igrzyskach w Rzymie zdobył na tym dystansie brązowy medal, przegrywając z Piotrem Bołotnikowem (ZSRR) i Hansem Grodotzkim (NRD). W Rzymie wystartował także w biegu na 5000 metrów, zajmując 5. miejsce, zrezygnował natomiast ze startu w maratonie.
Dwukrotnie reprezentował Australię na Igrzyskach Imperium Brytyjskiego i Wspólnoty Brytyjskiej. W 1958 w Cardiff został mistrzem w biegu na sześć mil, ustawiając czasem 28:48,16 rekord imprezy; wygrał również rywalizację w maratonie, mimo że dystans ten udało mu się wówczas dokończyć po raz pierwszy w karierze. Na dystansie trzech mil był siódmy. W 1962 w Perth nie obronił żadnego z tytułów, ale zarówno maraton, jak i bieg na sześć mil zakończył ze srebrnym medalem. Był na tych zawodach kapitanem ekipy australijskiej.
W latach 1950–1964 zdobył łącznie 23 medale na mistrzostwach krajowych (na stadionie i w przełajach), w tym 10 złotych. Startował na dystansach jednej, trzech i sześciu mil, 880 jardów, w maratonie oraz na 10 kilometrów w przełajach. W 1963 ukończył maraton w Tokio z czasem 2:22:36.
Był rekordzistą Australii w biegu na 5000 metrów (13:52,37 uzyskany 2 września 1960 podczas igrzysk olimpijskich w Rzymie) i w biegu na 10 000 metrów (28:37,64, również podczas igrzysk w Rzymie 8 września).
W 1999 został wpisany do Sport Australia Hall of Fame. Zmarł po długiej chorobie 1 lutego 2014, półtora miesiąca po swoim rywalu z Rzymu Bołotnikowie.